# Astra 23,5°E
Astra 23,5°E é o nome para o grupo de satélites de comunicações Astra colocalizados na posição de 23,5°E graus de longitude leste no Cinturão de Clarke, pertence e é operado pela SES com base em Betzdorf, Luxemburgo. Esta é uma das principais posições de satélite que sere TV para a Europa (as outras são a 31,5°E, 19,2°E, 28,2°E, e 5°E).

## Satélites localizados nesta posição

### Atual
- Astra 3B

### Anterior
- Astra 3A
- Astra 1D
- Astra 1E
- Astra 1G
- Thor 2
- DFS-Kopernikus 1 (operado pela Deutsche Telekom)
- DFS-Kopernikus 3 (operado pela Deutsche Telekom)